# サイモン・ソード
サイモン・ソード（英語：Simon Thode、1981年2月11日 - ）は、ニュージーランド、オークランド出身のフィギュアスケート選手（男子シングル）。
2001年四大陸フィギュアスケート選手権ニュージーランド代表。2001年ニュージーランドフィギュアスケート選手権2位。弟はフィギュアスケート選手のトリスタン・ソード。

## 主な戦績
| 大会/年                | 2000-01 |
| ---------------------- | ------- |
| 四大陸選手権           | 19      |
| ニュージーランド選手権 | 2       |